# Василид
Василид је био ранохришћански верски учитељ из Александрије, вероватно сиријског порекла, који је живео почетком 2. века. Сматра се да је написао 24 књиге јеванђеља промовишући дуализам инспирисан Зороастризмом. Његово следбеници су основали гностичку заједницу Василидејаца. 
Василид је проповедао у Александрији у другој половини 2. века. Говорио је да поседује тајну коју му је пренео свети Петар. Учио је да постоји Бог који може бити описан само кроз негацију и да је он одвојен од света мноштвом духовних нивоа (небеса) настањеним духовним бићима. Тврдио је да јеврејски Бог који је створио свет припада најнижем рангу духовних бића. Да би искупио људска бића, врховни Бог је послао свој ум (Нус, Логос) у облику Христа. Да би се спасао од ограничења материјалног света и уздигао до врховног Бога, човек мора да следи Исуса Христа. Учење Василидиса није могуће прецизно проучити, јер је сачувано само у делима његових противника, као што су Иринеј, Климент из Александрије и Хиполит, који се и сами не слажу око његовог учења. 